# Liste der Bodendenkmäler in Rentweinsdorf
Auf dieser Seite sind die Bodendenkmäler in dem unterfränkischen Markt Rentweinsdorf zusammengestellt. Diese Tabelle ist eine Teilliste der Liste der Bodendenkmäler in Bayern. Grundlage ist die Bayerische Denkmalliste, die auf Basis des Bayerischen Denkmalschutzgesetzes vom 1. Oktober 1973 erstmals erstellt wurde und seither durch das Bayerische Landesamt für Denkmalpflege geführt wird. Die folgenden Angaben ersetzen nicht die rechtsverbindliche Auskunft der Denkmalschutzbehörde.

## Bodendenkmäler in Rentweinsdorf

### Gemarkung Rentweinsdorf
| Lage                     | Objekt | Akten-Nr.     | Bild |
| ------------------------ | --- | ------------- | ---- |
| Rentweinsdorf (Standort) | Untertägige Bauteile der neuzeitlichen Schlossanlage sowie Fundamente einer Vorgängerburg des späten Mittelalters. | D-6-5930-0024 |      |
| Rentweinsdorf (Standort) | Untertägige Bauteile der frühneuzeitlichen Kirche sowie Fundamente eines spätmittelalterlichen Vorgängerbaus.      | D-6-5930-0025 |      |

### Gemarkung Salmsdorf
| Lage                 | Objekt | Akten-Nr.     | Bild |
| -------------------- | --- | ------------- | ---- |
| Salmsdorf (Standort) | Untertägige Bauteile der frühneuzeitlichen Martinskirche sowie Fundamente eines mittelalterlichen Vorgängerbaus. | D-6-5930-0029 |      |

### Gemarkung Sendelbach
| Lage                  | Objekt                                  | Akten-Nr.     | Bild |
| --------------------- | --------------------------------------- | ------------- | ---- |
| Sendelbach (Standort) | Mittelalterlicher Burgstall/Wasserburg. | D-6-5930-0007 |      |

### Gemarkung Treinfeld
| Lage                 | Objekt                      | Akten-Nr.     | Bild |
| -------------------- | --------------------------- | ------------- | ---- |
| Treinfeld (Standort) | Turmhügel des Mittelalters. | D-6-5931-0015 |      |